# ドラえもん2 SOS!おとぎの国
『ドラえもん2 SOS!おとぎの国』（ドラえもん2 エスオーエスおとぎのくに）は、エポック社が発売したアクションゲーム。

## 概要
ドラえもんを題材としたPlayStation用ソフトの第2作。前作と同じ横スクロールアクションであるが、難易度がかなりの高さを誇る。

## 物語
ある日、ドラえもんが四次元ポケットから取り出したのは、未来の「超巨大立体テレビ」だった。のび太がおとぎ話の番組にチャンネルを合わせると、「桃太郎」の番組が始まるが桃太郎が鬼に捕まっていた。さらに他のおとぎ話の主人公たちも悪者に捕らえられていた。
それを見たドラえもんとのび太は仲間たちを呼ぶ。ドラえもんはひみつ道具「着せかえカメラ」を取り出しのび太は「桃太郎」、しずかは「赤ずきん」、ジャイアンは「一寸法師」、スネ夫は「ジャック」、ドラえもんは「浦島太郎」の衣装を着る。ドラえもんたちは異変の原因をさぐるため、おとぎの国へ出発する。

## 登場キャラクター
- ドラえもん（声：大山のぶ代）：今回は「浦島太郎」として活躍する。
- のび太（声：小原乃梨子）：今回は「桃太郎」として活躍する。
- しずか（声：野村道子）：今回は「赤ずきん」として活躍する。
- ジャイアン（声：たてかべ和也）：今回は「一寸法師」として活躍する。
- スネ夫（声：肝付兼太）：今回は「ジャック」として活躍する。
- 魔女（声：北川智繪）：おとぎの国をメチャクチャにした張本人。子供たちの夢を嫌っている。ワールド6の最後のステージで戦うが、このゲームの最高の難易度をほこる強さである。

## ゲームシステム
ドラえもんらはおとぎ主人公になりながら、各おとぎ話の物語をクリアしていく。前作同様に横スクロールアクションだが、一度でも敵などに触れると即アウトになるという非常にシビアな難易度になっている。また、クリア率100%にするにはある条件を満たす必要がある。

## ワールド&ステージ
- ワールド1：浦島太郎。全ステージ5。使用キャラはドラえもん。
- ワールド2：桃太郎。全ステージ5。使用キャラはのび太。
- ワールド3：赤ずきんちゃん。全ステージ5。使用キャラはしずか。
- ワールド4：一寸法師。全ステージ5。使用キャラはジャイアン。
- ワールド5：ジャックと豆の木。全ステージ5。使用キャラはスネ夫。
- ワールド6：オリジナルステージ。ワールド1〜5をすべてクリアすると出現する。使用キャラは5人の中から自由に選べる。

### ボス
- ワールド1：ステージ1（亀）ステージ5（龍）
- ワールド2：ステージ1（猿、犬、キジ）ステージ5（鬼(1回目)）
- ワールド3：ステージ5（狼）
- ワールド4：ステージ5（大鬼）
- ワールド5：ステージ5（巨人）
- ワールド6：ステージ1（鬼(2回目)）ステージ5（メアリー）ステージ6（最終ボス：魔女）

## ひみつ道具とアイテム

### 攻撃アイテム
敵に攻撃したり、怯ませることができるアイテム
- かんしゃく紙
- こけおどし手投げ弾
- しずめ玉
- 鬼は外ビーンズ
- シャボン玉ピストル
- 空気砲
- ノビールハンド
- ペンシルミサイル

### お助けアイテム
ステージ中の使用回数は1回のみだが、絶対安全がさを通過すると再使用できる。
- 災難訓練機
- モンスターボール
- おもちゃの兵隊
- アラビンのランプ

### 乗り物アイテム
キャラクターが乗ることができ、普段は移動できないところに移動できる。
- ウマタケ（ワールド6のステージ2のみ）
- 三輪飛行機
- どこでも風船

### その他のアイテム
取るとすぐに効果の現れるアイテム。
- 安全カバー
  - 敵の攻撃を一度だけ防いでくれる。
- 雲固めガス
  - 一時的に雲を固め足場にしてくれる。
- どこでも大砲
- 通りぬけフープ
- ドロン巻き物
  - 体がしばらく透明になり、敵の攻撃を受けない。
- ウルトラストップウォッチ
- デンコーセッカ
- 無生物催眠メガフォン
- 快速シューズ
  - キャラクターの動きが速くなる。

## オープニングテーマ
- 『ぼくドラえもん2112』（歌：大山のぶ代、こおろぎ'73）

## スタッフ
原作
藤子・F・不二雄
企画
沢田幸一、中込彰、太田宏、吉川康治、福田尚己、新倉竜也(PRE・STAGE INC.)
プログラム
國廣豊史(PRE・STAGE INC.)、内田武宏(PRE・STAGE INC.)、小林伸隆(PRE・STAGE INC.)
デザイン
角出　裕(PRE・STAGE INC.)、小峰正弘(PRE・STAGE INC.)、小林秀人(PRE・STAGE INC.)、荒井翔子(PRE・STAGE INC.)、
花上鏡子(PRE・STAGE INC.)、成本順子(PRE・STAGE INC.)、森下翔太(PRE・STAGE INC.)、山根明子(アナーキッドカンパニー)
3DCG
大島　厚(PRE・STAGE INC.)、牛膓光義(PRE・STAGE INC.)、中辻慶治(PRE・STAGE INC.)、花川友美(PRE・STAGE INC.)
サウンド
森　彰彦(ミント)
セールスワーク
藤本昭夫、井上　明、広木幹哉
スペシャルサンクス
堀越丈広、平野敬久、鈴木潤一、山本俊治、星野重和、岡部敏也、広田　公、菅原和昭、
風間世史雄、小林永司、並木　亮、三浦　健、榊原光二、三好理佳、新田真琴、酒本将一
協力
オーディオ・プランニング・ユー
ディレクター
桑原悟、嶋田由美子、國廣豊史(PRE・STAGE INC.)
プロデューサー
沓掛隆志、小田真治、藤本浩史(PRE・STAGE INC.)
スーパーバイザー
堀江正幸
エグゼクティブプロデューサー
前田道裕、蛇谷秀明
制作
株式会社エポック社、PRE・STAGE INC.

## その他
桃太郎・浦島太郎ステージの一部においては、BGMとして唱歌「桃太郎」「浦島太郎」をアレンジした曲が流れる。
CDプレイヤーで再生すると劇伴BGM全曲および主題歌を聴くことができる（このとき、絶対にトラック1を再生してはいけない。PlayStation 2で再生するのが安全である）。
攻略本は未発売。